# ماريو فالوتو
ماريو فالوتو (بالإيطالية: Mario Vallotto)‏ مواليد 18 نوفمبر 1933 في إيطاليا - الوفاة 22 أبريل 1966 في بادوفا، كان دراج إيطالي. سبق أن شارك في دورة الألعاب الأولمبية الصيفية وفاز بميدالية أولمبية.

## الميداليات
| الميدالية | المسابقة                        |
| --------- | ------------------------------- |
| ذهبية     | الألعاب الأولمبية الصيفية 1960  |
| ذهبية     | ألعاب البحر الأبيض المتوسط 1959 |

## روابط خارجية
- ماريو فالوتو على موقع أرشيف الدراجات (الإنجليزية)
- ماريو فالوتو على موقع إحصائيات الدراجات الإحترافية (الإنجليزية)
- ماريو فالوتو على موقع CycleBase (الإنجليزية)
- ماريو فالوتو على موقع اللجنة الأولمبية الدولية (الإنجليزية)
- ماريو فالوتو على موقع أوليمبيديا (الإنجليزية)
- ماريو فالوتو على موقع اللجنة الأولمبية الإيطالية (الإيطالية)